# 오트비다베리 FF

오트비다베리 FF(Åtvidabergs FF)는 1907년 7월 1일에 창단된 스웨덴 오트비다베리의 축구 클럽으로, 현재 수페레탄에서 활동하고 있다. 창단 당시의 이름은 오트비다베리 IF(Åtvidabergs IF)였지만 1935–36 시즌을 앞두고 클럽 이름을 현재의 이름으로 변경하여 오늘에 이르고 있다.

## 선수 명단

### 현역
참고: FIFA 자격 규정에 따라 소속된 국가대표팀 국기를 표시합니다. 선수는 복수의 FIFA 비회원국 국적을 가지고 있을 수 있습니다.
| 번호 | 포지션 | 국적         | 이름              |
| ---- | ------ | ------------ | ----------------- |
| 7    | DF     | 아프가니스탄 | 하비불라 아스카르 |
| 21   | FW     | 가나         | 프레데릭 아체암퐁 |

| 번호 | 포지션 | 국적 | 이름 |
| ---- | ------ | ---- | ---- |

## 성적
- 스웨덴 챔피언
  - 우승 2회 (1972, 1973)
- 스웨덴 컵
  - 우승 2회 (1969–70, 1970–71)
  - 준우승 4회 (1946, 1972–73, 1978–79, 2005)